# 烏沙河 (尼曼河支流)

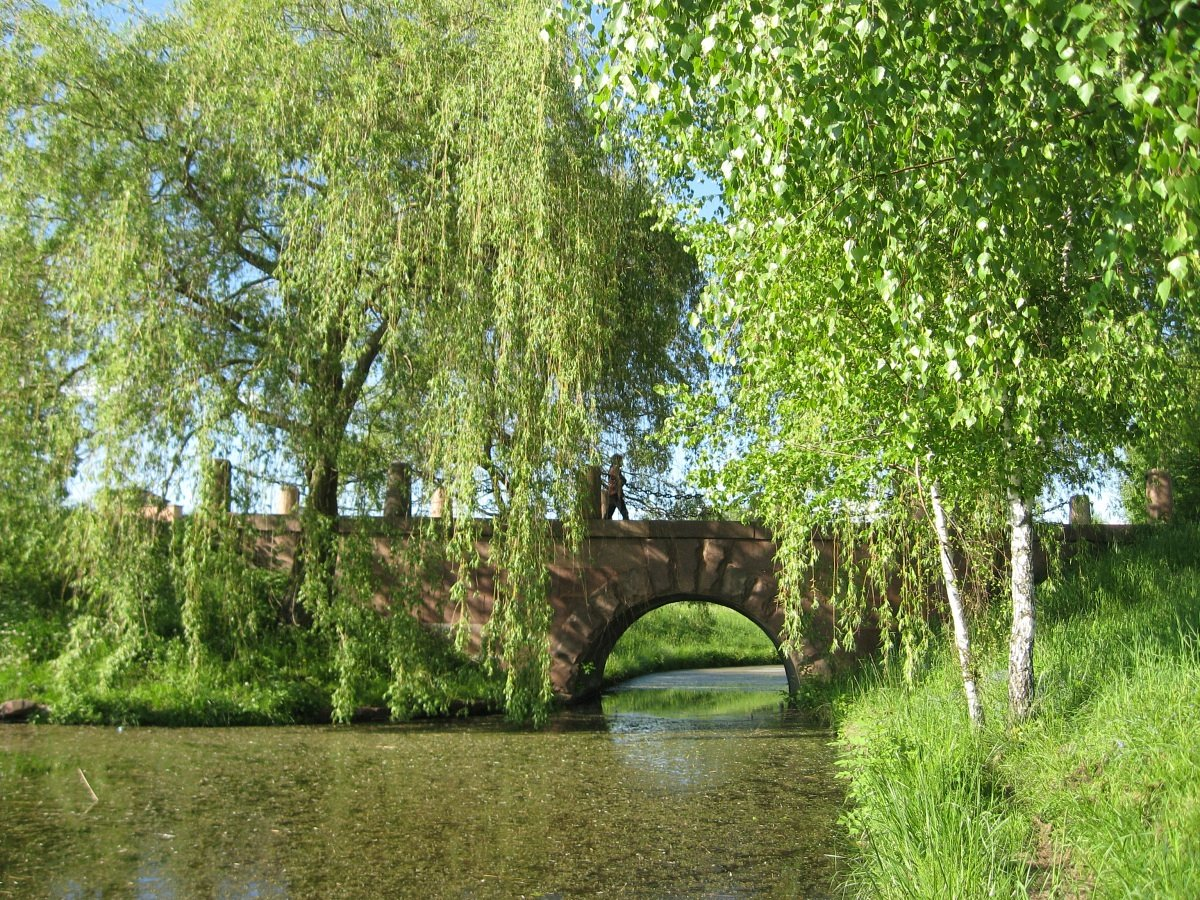
烏沙河

烏沙河（白俄羅斯語：Уша）是白俄羅斯的河流，由明斯克州和格羅德諾州負責管轄，屬於尼曼河的左支流，河道全長105公里，流域面積1,220平方公里，每年十二月至翌年三月結冰。